# 普萊森泰希湖

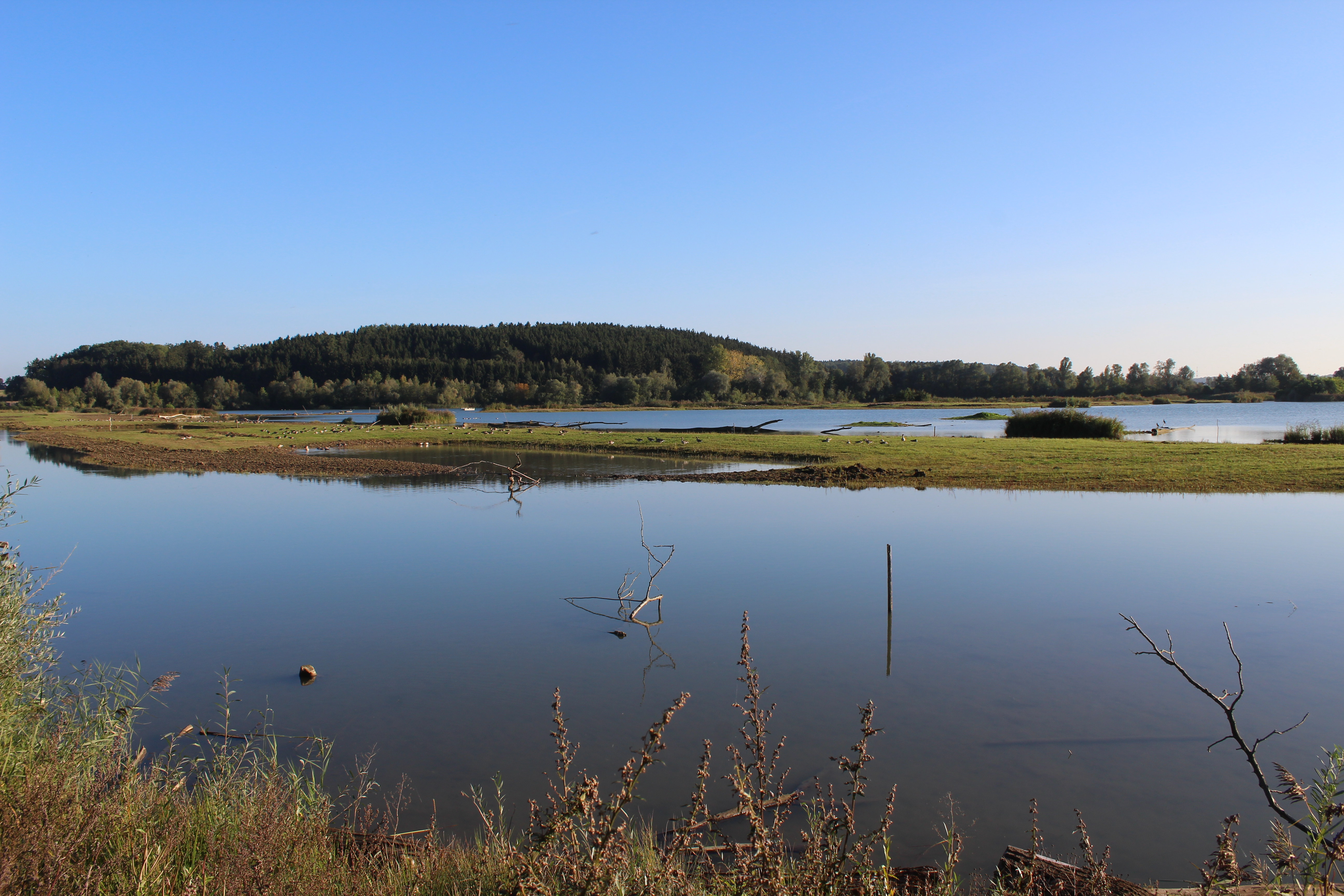

48°21′30.96″N 10°2′51.72″E / 48.3586000°N 10.0477000°E
普萊森泰希湖（德語：Plessenteich），是德國的湖泊，位於該國東南部，由巴伐利亞州負責管轄，處於新烏爾姆，長0.6公里、寬0.5公里，面積0.26平方公里，海拔高度479米。